# 41st (Welch) Regiment of Foot
Le 41st (Welch) Regiment of Foot était un régiment d'infanterie de la British Army. Le régiment a été créé en 1719 sous le nom d'Edmund Fielding's Regiment of Foot. Il devint le 41st Regiment of Foot en 1782 et adopta son dernier nom en 1831. En 1881, lors des réformes Childers, il a été fusionné avec le 69th (South Lincolnshire) Regiment of Foot (en) pour devenir le Welch Regiment (en).